# Matrice (biologie)
Pour les articles homonymes, voir Matrice.
En biologie, la matrice désigne la matière se trouvant entre les cellules des animaux ou des plantes, ou plus généralement la matière (c'est-à-dire le tissu) dans laquelle sont incorporées des structures plus spécialisées — par exemple, des mitochondries dans le cytoplasme d'une cellule.